# Insignia Conmemorativa de Tanques
La Insignia Conmemorativa de Tanques (en alemán: Kampfwagen-Erinnerungsabzeichen) fue una condecoración militar de la República de Weimar otorgada a los ex-tripulantes de tanques que lucharon en la Primera Guerra Mundial.
Oficialmente conocida como Insignia Conmemorativa para las Tripulaciones de Tanques Alemanes (en alemán: Erinnerungsabzeichen für die ehemaligen Besatzungen deutscher Kampfwagen), generalmente era conocida como Insignia Conmemorativa de Tanques o simplemente Insignia de Tanques (Kampfwagenabzeichen). Los borradores de aquella época muestran que a veces se nombraba como Tank-Abzeichen.

## Historia y criterios

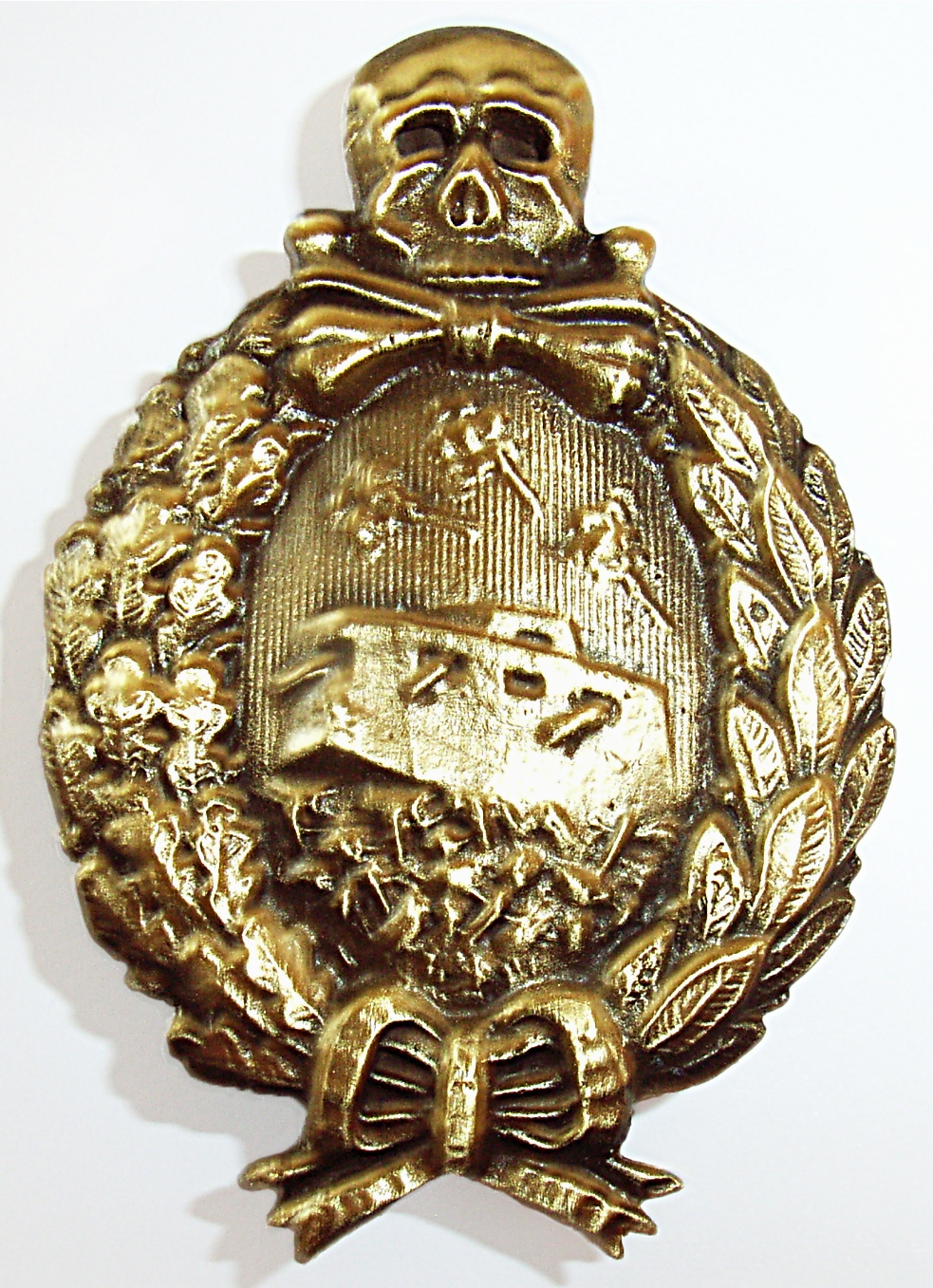
Kampfwagen-Erinnerungsabzeichen

La Insignia de Tanques fue instituida por el ministro de Defensa Otto Gessler el 13 de julio de 1921 y depositado en el Heeres-Verordnungsblatt Nr. 41 de 15 de julio de 1921. Debía expedirse a los veteranos de la Primera Guerra Mundial que tuvieran las siguientes características: ser tripulantes (comandante, conductor, artillero, cargador, mecánico, señalizador o mensajero) de un tanque; ya fuera un A7V o un Beutepanzer (un tanque capturado), y haber participado en tres asaltos blindados o resultado herido durante un asalto blindado.
Los posibles destinatarios debían presentar una solicitud ante la Inspección de Tropas Motorizadas para recibir un certificado; la insignia real debía obtenerse de forma privada. Debido a este método de aplicación inusual, la insignia fue certificada oficialmente en solo 99 casos.

## Diseño

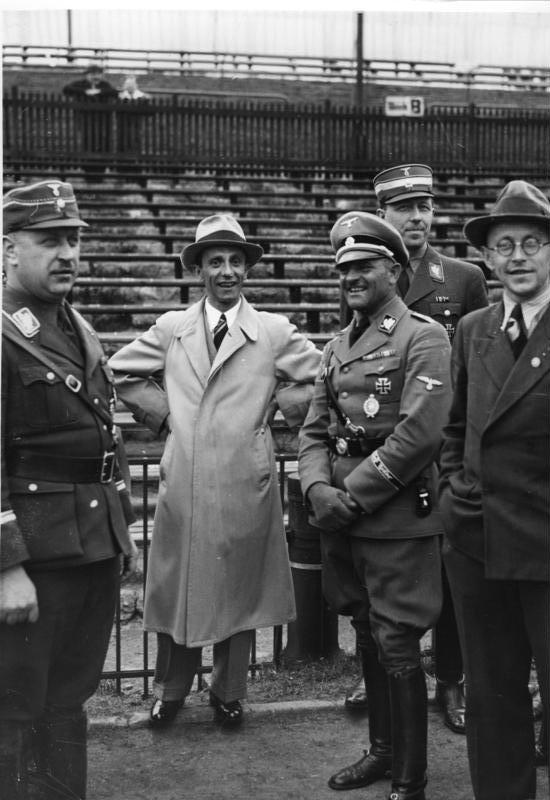
Fotografía de 1936 que muestra a Sepp Dietrich, de pie y el tercero desde la derecha con la Insignia Conmemorativa de Tanques.

La insignia es plateada y tiene forma ovalada presentando un Totenkopf (una calavera y tibias cruzadas) en la parte superior en referencia a la calavera de Brunswick. Estaba rodeada por una corona de dos partes, hojas de roble a la izquierda y hojas de laurel a la derecha; ambas atadas con un lazo en la parte inferior. La pieza central era un tanque A7V estilizado que cruzaba un enredo de alambre de púas de este a oeste con tres shrapnel estallando sobre él. Debía llevarse debajo del bolsillo izquierdo del pecho.